# 恩格爾河
49°05′32″N 11°04′18″E / 49.092305°N 11.07173°E
恩格爾河（德語：Engelbach）是德國巴伐利亚州魏森堡-貢岑豪森縣的河流，位於該國東南部，屬於費爾希河的支流。該河流源頭位於贝尔根地区。